# Супер Крылья: Джетт и его друзья
«Супер Крылья: Джетт и его друзья» (кор. 출동! 슈퍼윙스; кит. 超级飞侠; пиньинь Chāojí fēi xiá; англ. Super Wings!) — мультсериал, созданный Гил Хун Чжуном (Gil Hoon Jung) и производимый южнокорейской компанией FunnyFlux Entertainment в сотрудничестве с китайской компанией Alpha Group Co., Ltd. при поддержке Educational Broadcasting System и KOCCA.

## Описание
Мультсериал «Супер Крылья: Джетт и его друзья» следует базовому формату, в котором Джетт (англ. Jett) взаимодействует с другими Супер Крыльями (англ. Super Wings) в Мировом аэропорту (англ. World Airport), прежде чем его вызывают на доставку, где Джимбо (англ. Jimbo) сообщает Джетту некоторые факты о месте и некоторые местные языки. Используя эти знания, он взаимодействует с ребятами, заказывающими посылки, пока они не решат проблему, а затем он зовёт на помощь одного или нескольких Супер Крыльев. Дополнительная помощь поможет решить проблему, прежде чем они уйдут с Джеттом.
В «Супер Крыльях» 32 участника: 7 оригинальных, 4 из 2-го сезона, 4 из 4-го и 5-го сезонов, 4 из 6-го и 7-го сезонов, 5 из 8-го сезона и 3 легендарных Супер Крыльев. Двадцать из них были списаны, чтобы иметь больше места для новых членов.
Формат остался актуальным и во втором сезоне, хотя сегменты взаимодействия были убраны. Джимбо также больше не работает в Мировом аэропорту в этом сезоне, и его заменяет племянница Скай (англ. Sky), пока он отправляется в кругосветное путешествие (хотя он всё ещё появляется в эпизодических ролях в местах, где Джетт осуществляет свои доставки). Формат помощи также был изменён, так как обычно более одного Супер Крыла заканчиваются с Джеттом в конце эпизода.
В 3 сезоне возвращается сегмент взаимодействия, и Джимбо возвращается в качестве техника по техническому обслуживанию. Остальная часть формата остаётся на месте со второго сезона, хотя метод помощи снова меняется. Теперь Джетт получает помощь от специализированной команды Супер Крыльев, а не от случайного выбора. Количество эпизодов также снизилось с 52 до 40.
Основные изменения произошли в четвёртом сезоне, и большая часть сериала теперь происходит на борту гигантского самолёта World Aircraft, который функционирует как мобильный аэропорт (с Джимбо в качестве капитана и Скай в качестве офицера связи). Дети теперь на самом деле звонят в Супер Крылья, чтобы производить специализированные продукты (производимые Штормом (англ. Storm), новым персонажем и главным инженером World Aircraft), которые будут поставляться в металлических контейнерах, похожих на коробки, а не в картонных коробках в прошлых сезонах. У Джетта теперь есть обычный спутник по путешествиям и говорящий дракон Спасатель для доставки (англ. Rescue Rider), и вместо этого они получают улучшения с помощью луча Супер Заряда (англ. Super Charge), а не помощи, хотя другие Супер Крылья и драконы появляются случайным образом в некоторых эпизодах. Количество эпизодов осталось на уровне 40.
5 сезон аналогичен 4 сезону, так как Супер Крылья всё ещё находятся в World Aircraft (с Джимбо, Скай и Штормом на тех же позициях). В этом сезоне у Супер Крыльев появились новые компаньоны: Супер Питомцы (англ. Super Pets) — маленькие существа, напоминающие Супер Крылья, которые могут превращаться во всевозможные вещи для выполнения миссий. Им также предстоит столкнуться с Золотым Мальчиком (англ. Golden Boy) — золотым самолётом, который может трансформироваться и использовать свои руки как ракеты. Он регулярно появляется в эпизодах, чтобы помешать Супер Крыльям выполнить свои миссии. В отличие от 4-го сезона, Джетт больше не называет режим «Супер Заряд», а скорее всего, «Супер Помощь» (англ. Super Helps) — команду, состоящую из Супер Крыла и соответствующего Супер Питомца.
В 6 сезоне появился новый формат миссий для отряда Супер Крыльев: теперь это команда под названием World Guardians, и Супер Питомцы больше не используются в миссиях (теперь они находятся в комнате управления со Скай и Штормом, пока Джимбо отсутствует), а режим Super Charge заменён режимом Super Balls (новый тип предметов, которые содержат стихийные силы, такие как ветер, огонь, поляр, вода, животное или молния). Дети, которых Джетт приводит с собой, также могут присоединиться к ним, называя себя друзьями World Guardians. Одной из главных новинок этого сезона является превращение World Aircraft в гигантского робота под названием «World Robot», который используется, когда ситуации или проблемы могут стать слишком сложными. У Золотого Мальчика появился новый сообщник по имени Золотые Колёса (англ. Golden Wheels). Кроме того, они не стесняются усугублять ситуацию в миссиях World Guardians.
В 7 сезоне самым большим изменением стало то, что Супер Питомцы находятся в отпуске по всему миру. Когда они прибывают на новое место, Супер Питомцы создают некоторые проблемы и звонят в World Aircraft, чтобы попросить посылку от Джетта. Как и в 4 сезоне, Джетт отправляется с попутчиком. В случае, если Супер Крылья и Супер Питомцы попадают в беду, они заряжаются Супер Зарядом, чтобы решить проблемы, вызванные Золотым Мальчиком, у которого теперь есть золотой Супер Питомец.
В 8 сезоне произошли новые изменения для Супер Крыльев: после гигантской станции самолётов  них теперь есть космическая база под названием World Spaceport, и в ней представлены новые участники. Супер Крылья теперь работают на электрической энергии, которая даёт им новые особые способности, однако они должны быть осторожны с серьёзным применением, иначе они останутся без энергии. В этом сезоне Золотой Мальчик теперь теперь находится в компании своей младшей двоюродной сестры Золотой Девочки (англ. Golden Girl), которая вызывает столько же беспорядков, сколько и он со своей Нано-палочкой (англ. Nano-wand).

## Персонажи

### Главные герои
- Джетт (кор. 호기, Hogi; кит. 乐迪, Lèdí; англ. Jett; озвучен Мун Нам Суком в корейской версии, Лука Падован (1 сезон), Хадсон Ловерро (со 2 по 6 сезон) и Генри Болан (7 сезон) в английской версии) — главный герой, красно-белый реактивный самолёт. Его задача — доставлять посылки детям по всему миру. Джетт — самый быстрый самолёт в мире, полный энергии и уверенности, и дружелюбен со всеми в международном аэропорту. Он любит летать по всему миру, чтобы помочь детям доставлять посылки. Всякий раз, когда возникают трудности, которые часто возникают из-за наивности или некомпетентности Джетта, он звонит своим лучшим друзьям Супер Крыльям, чтобы помочь. Первоначальной силой Джетта была исключительно Jett Speed, хотя по мере развития шоу он стал способен адаптироваться к любой среде, а также приобрёл компетентность. В 5 сезоне у Джетт появился новый Супер Питомец, Мини Джетт/Джетт Пет (англ. Mini Jett/Jett Pet). В конце первого специального эпизода из двух частей 6-го сезона он стал легендарным Супер Крылом и вошёл в Зал славы (англ. Hall of Fame).
- Диззи (кор. 아리, Ari; кит. 小爱, Xiǎo ài; англ. Dizzy; озвучена Чан Ын Сок в корейской версии и Джуна Чан (1 сезон) и Дженна Иаконо (со 2 по 5 сезон) в английском дубляже) — розово-белый вертолёт, основной задачей которого является спасение людей, нуждающихся в её помощи. Диззи — розовый спасательный вертолёт со спасательными верёвками и аварийным оборудованием, но она не смотрит на Свенса, так как она очень мощная. Пока Джетт находится в критической ситуации и нуждается в помощи, Диззи отправляется немедленно, потому что они лучшие партнёры. В 3 сезоне она является лидером Спасателей (англ. Build-It Buddies) (сформированных ею самой и двумя её братьями и сестрами, Зоуи (скорая помощь) и Спарки (пожарная машина)). В 5-м сезоне у Диззи появился новый Супер Питомец, Мини Диззи/Диззи Пет (англ. Mini Dizzy/Dizzy Pet).
- Донни (кор. 도니; кит. 多多, Duōduō; англ. Donnie; озвучен Соён Хонгом в корейской версии и Колином Кричли в английской версии) — оранжево-синий самолёт, который многие обычно принимают за жёлтый, специализирующийся на изготовлении или ремонте вещей с помощью своего удобного набора инструментов. Он склонен к несчастным случаям, причинённым самому себе. Донни основан на Canadair CL-415, но в мультяшной версии. Донни — отличный инженер и супергерой. Он всегда встречает возможности бесконечности в лучшем состоянии, а также хороший и заслуживающий доверия партнёр с мощным набором инструментов, который всегда помогает другим Супер Крыльям в критические моменты. Несмотря на то, что Донни умён, ему всегда нравится делать вещи, которые заставляют людей смеяться и плакать[1]. В 3 сезоне он становится лидером группы Build-It Buddies (сформированной им самим и двумя его братьями и сёстрами, Реми (бетоносмеситель) и Скуп (экскаватор)). В 5 сезоне за ним следует его новый Супер Питомец, Мини Донни/Донни Пет (англ. Mini Donnie/Donnie Pet). Он был списан со счетов как главный герой в 8 сезоне, но всё же появился в одном эпизоде, а в 9 сезоне он снова вернулся и воссоединился с членами Супер Крыльев.
- Джером (кор. 재롬; кит. 酷飞, Kùfēi; англ. Jerome; озвучен Чон Тхэ Ёлем в корейской версии и Эваном Смолином в английской версии) — истребитель синего цвета, созданный на базе McDonnell Douglas F/A-18 Hornet из пилотажной группы «Голубые Ангелы» (англ. Blue Angels). Он считает, что некоторые проблемы, с которыми сталкивается Джетт, можно решить с помощью танцевального номера, и думает, что может выполнять другие миссии Супер Крыльев лучше, чем они. Он был списан со счетов в качестве главного героя в третьем сезоне, став лидером команды Джерома, которая сформирована им и двумя его братьями и сёстрами, Аром и Джерри (два других истребителя, которые не трансформировались) в качестве команды каскадёров. Несмотря на то, что он был удалён из основного актерского состава, в музыкальной теме всё ещё есть имя Жерома в тексте, в то время как Пол теперь появляется в слоте с 4 сезона. Он отсутствовал в 5 и 6 сезонах, но вернулся в 7 сезоне. В 7 сезоне за Джеромом следует его новый Супер Питомец, Мини Джером/Джером Пет (англ. Mini Jerome/Jerome Pet). В 8 сезоне он вновь был списан со счетов, а в 9 сезоне он вернулся и воссоединился с членами Супер Крыльев.
- Пол (кор. 봉반장, Bong Ban-jang; кит. 包警长, Bāo Jǐngzhǎng; англ. Paul; озвучен Чон Ён Вуном в корейской версии и Гэри Литтманом в английской версии) — сине-белый полицейский самолёт. Одна из его обязанностей — охрана Мирового аэропорта в ночное время. Время от времени он помогает Джетту и другим, используя свои навыки контроля дорожного движения и детектива. Изначально Пол был строгим, но весёлым, однако по мере развития шоу он расслабился и заменил Джерома в качестве эксперта по танцам Супер Крыльев. В 3 сезоне он является лидером полицейского патруля, а в 5 сезоне у него появился новый Супер Питомец, Мини Пол/Пол Пет (англ. Mini Paul/Paul Pet). В 8 сезоне он был списан со счетов, а в 9 сезоне он вернулся и воссоединился с членами Супер Крыльев.
- Гранд Альберт (кор. 다알지 할아버지, Daalji; кит. 胡须爷爷, Húxū yéyé; англ. Grand Albert; озвучен Лим Чхэ Хоном в корейской версии и Биллом Рэймондом в английской версии) — бывший оранжевый биплан с передним винтом, созданный на базе Grumman F2F. Он даёт Джетту моральные советы по некоторым задачам. У него также есть сундук, полный предметов, собранных с тех пор, как он был искателем приключений, самым известным из которых является телеобъектив — камера, которая может изменять размер того, что фотографируется. Как и Джером, он был списан со счетов в качестве главного героя в третьем сезоне, но всё ещё появлялся в эпизодических ролях в последующих сезонах. Он отсутствовал в 5 сезоне, но вернулся в 6 сезоне, а также появлялся в 7 сезоне. В 9 сезоне он вернулся и воссоединился с членами Супер Крыльев.
- Мира (кор. 미나, Mina; кит. 小青, Xiǎoqīng; англ. Mira; озвучена Ми Ра Чон в корейской версии и Эланой Касерес в английской версии) — реактивный самолёт зелёного цвета. Она — единственный член команды Супер Крыльев, который любит воду и может дышать под водой без снаряжения для дайвинга (вплоть до появления Чейза и улучшений Джетта в 3 сезоне). В 3 сезоне она является лидером Дикой команды (англ. Wild Team). В 5 сезоне она была списана со счетов, в 8 сезоне она вернулась вместе с Уайли и Свомпи, а в 9 сезоне она воссоединилась с членами Супер Крыльев.
- Белло (кор. 주주, Zuzu; кит. 卡文, Carvin (Kǎ wén); англ. Bello; озвучен Лим Чхэ Хоном в корейской версии и Джейсоном Гриффитом в английской версии) — чёрно-белый полосатый сафари-самолёт с пропеллером. Его специальность — разговаривать с различными животными на их языке. В 3 сезоне он был списан со счетов.
- Чейз (кор. 에이스, Ace; кит. 酷雷, Kùléi; англ. Chase; озвучен Нам До Хёном в корейской версии и Уиллом Блэгроувом в английской версии) — тёмно-синий самолёт-шпион. Он может трансформироваться практически во что угодно в дополнение к роботу и самолёту. В 3 сезоне был списан со счетов.
- Тодд (кор. 두두, Doodoo; кит. 金刚, Jīngāng; англ. Todd; озвучен Нам До Хёном в корейской версии и Джозефом Риччи в английской версии) — коричневый строительный самолёт с дрелью на носу. В 3 сезоне он был списан со счетов.
- Астра (кор. 샛별, Saetbyeol; кит. 米莉, Millie (Mǐ lì); англ. Astra; озвучена Соён Ли в корейской версии и Хейли Негрин во 2 сезоне и Грейс Лу (с 3 по 5 сезоны), Кортни Чу в 6 сезоне и Джулия Раза в 7 сезоне в английской версии) — белый космический самолёт. Она является экспертом по миссиям, связанным с космическим пространством. У Астры есть брат-близнец Астро (англ. Astro), который появлялся в 3—5 сезонах. Будучи лидером Galaxy Wings, она является единственным персонажем второго сезона, который появляется в следующих сезонах. В 5 сезоне за Астрой следует её новый Супер Питомец, Мини Астра/Астра Пет (англ. Mini Astra/Astra Pet). В 8 сезоне она была списана со счетов, а в 9 сезоне она воссоединилась с членами Супер Крыльев.
- Флип (кор. 피구, Pigu; кит. 淘淘, Táotáo; англ. Flip; озвучен Чон Хэ Ли в корейской версии и Цзянь Харрелл в английской версии) — красный самолёт, который знает толк в спорте. Он присоединился к Супер Крыльям в эпизоде «Бермудская ошибка» (англ. The Bermuda Blunder) после того, как помог спасти Джетта из Бермудского треугольника. В 3 сезоне был списан со счетов.
- Джимбо (кор. 코보, Kobo; кит. 金宝; англ. Jimbo; озвучен Ум Сан Хёном в корейской версии и Джей Л. Маунтом в английской версии) — бывший главный регулировщик движения и единственный человек, работающий в Мировом аэропорту в 1 сезоне. Во втором сезоне он отправляется в кругосветное путешествие, в то время как его племянница Скай занимает его место в качестве авиадиспетчера, хотя он появляется в эпизодических ролях в пунктах доставки Джетта. В 3 сезоне он возвращается, на этот раз в качестве техника по техническому обслуживанию, прежде чем стать капитаном-коммандером World Aircraft, новой базы для Super Wings из 4—5 сезонов. В 6 сезоне он был списан со счетов, в 8 сезоне он вернулся в качестве тренера в эпизодах «Super Wings Checkup Day» и «Alice in Pixel-Land», а в 9 сезоне он воссоединился с членами Супер Крыльев (Скай и Шторм).
- Скай (кор. 하늘, Haneul; кит. 安琪, Angie (Ān qí); англ. Sky; озвучена Ким У Но в корейской версии и Мэдисон Келли, Македа Брумфилд в 7 сезоне в английской версии) — нынешний главный регулировщик движения и единственный человек, работающий в Мировом аэропорту после того, как Джимбо ушёл в отпуск (до его возвращения в 3 сезоне), племянница Джимбо. В 4 сезоне она является новым офицером по связям с общественностью World Aircraft. Передвигается на ховерборде (англ. hoverboard). Начиная с 6 сезона, Скай берёт на себя роль капитана-командующего World Aircraft, поскольку Джимбо отсутствует в этом и следующем сезонах.
- Шторм (кор. 우주, Uju; кит. 小风, Xiǎo fēng; англ. Storm; озвучен Чхэ-ха Кимом в корейской версии и Трэвисом Бернеттом в 4—5 сезонах, Шарлизом Туоццо в 6 сезоне и Кристиной Уэй в 7 сезоне в английской версии) — мальчик, представленный в 4 сезоне, главный инженер World Aircraft. Передвигается с помощью реактивного ранца.
- Рой (кор. 꽁지; кит. 皮皮, Pippi (Pí pí); англ. Roy; озвучен Эммой Фуско в английской версии) — буксир багажа. Он всегда хочет летать, как Супер Крылья. Часто роняет некоторые предметы на взлётно-посадочную полосу, поскольку очень спешит. У него есть брат-близнец по имени Рэй (англ. Ray). В 6 сезоне он был списан со счетов.
- Поппа Вилс (кор. 파파트럭, Papa Truck; кит. 卡尔, Carl (Kǎ'ěr); англ. Poppa Wheels; озвучен Бенджи Рэндаллом в английской версии) — оранжевый грузовик, работающий помощником Донни и превращающийся в робота. Он относится к Донни как к сыну. В 3 сезоне был списан со счетов.
- Биг Винг (кор. 빅윙; кит. 大鹏, Dà péng; англ. Big Wing; озвучен Чон Ён Унгом в корейской версии и Конором Холлом в английской версии) — бело-голубой широкофюзеляжный самолёт с жёлтой полосой, самый большой член команды Супер Крыльев, а также единственный член команды, который не трансформируется в робота. Примечание: большой самолёт, похожий на «Биг Винг», появляется в эпизоде «Дело о пропавшем чемодане» (англ. The Case of the Lost Suitcase) третьего сезона. Он отсутствовал в четвёртом, пятом и шестом сезонах, но вернулся в седьмом.
- Нео (кор. 네오; кит. 圆圆, Yuán yuán; англ. Neo; озвучен Кэти Харви в английской версии) — небольшой самолёт, окрашенный в жёлто-чёрный цвет. Он работает на фабрике, которая преображается. Нео отсутствовал в 4 сезоне, а в 5 сезоне был списан со счетов.
- Зои (кор. 조이; кит. 小柔, Xiǎo róu; англ. Zoey; озвучена Ким У Но в корейской версии и Алишей Листон в английской версии) — розово-белая машина скорой помощи, является частью команды Rescue Riders. В 5 сезоне была списана со счетов.
- Спарки (кор. 로키, Rocky; кит. 大勇, Dàyǒng; англ. Sparky; озвучен Чон Тхэ Ёлем в корейской версии и Натаном Блейвесом в английской версии) — пожарный автомобиль, который является частью как Rescue Riders, так и Super Wings Big Team.
- Реми (кор. 레미; кит. 雷米; англ. Remi; озвучена Бак Син Хи в корейской версии и Камиллой Шурер в английской версии) — бетономешалка со сменными частями кузова, которая является частью группы Build-It Buddies. Она и Скуп — брат и сестра Донни. Также является членом команды Супер Крыльев. В 6 сезоне она была списана со счетов, а в 8 сезоне она вернулась.
- Скуп (кор. 포키, Poki; кит. 朗朗, Lǎnglǎng; англ. Scoop; озвучен Нам До Хёном в корейской версии и Брайсеном Рашем в английской версии) — экскаватор с альтернативными частями крана, который является частью Build-It Buddies. Он и Реми — брат и сестра Донни. В 5 сезоне был списан со счетов.
- Астро (кор. 한별, Hanbyeol; кит. 米克, Mick (Mǐ kè); англ. Astro; озвучен Тексом Хаммондом в английской версии) — белый космический самолёт. Он является братом-близнецом Астры, которая является частью Galaxy Wings. В 6 сезоне был списан со счетов.
- Ровер (кор. 로버, Lobeo; кит. 流浪者, Liúlàng zhě; англ. Rover; озвучен Исайей Расселом-Бейли в английской версии) — белый луноход, который является частью как Galaxy Wings, так и Super Wings Big Team.
- Вилли (кор. 해리, Harry (Haeli); кит. 威利, Wēi lì; англ. Willie; озвучен Джаленом К. Касселлом в английской версии) — зелёная сверхмалая подводная лодка, способная передвигаться по суше. Является частью Wild Team и Super Wings Big Team. В 5 сезоне он отсутствовал, в 6 сезоне он вернулся, в 7 сезоне он был списан со счетов, а в 8 сезоне он вернулся вместе с Мирой и Свомпи.
- Свомпи (кор. 누피, Nupi; кит. 沼澤的, Zhǎozé de; англ. Swampy; озвучен Дашиэлем Берком в английской версии) — зелёная наддувная лодка, является частью Wild Team. В 5 сезоне его списали со счетов, а в 8 сезоне он вернулся с Мирой и Вилли.
- Ким (кор. 김순경, Kim Soon-kyung; кит. 贝警员, Officer Bay (Bèi jǐng yuán); англ. Kim; озвучена Чон Хе Ок в корейской версии и Арасели Прасарттонгосот в английской версии) — полицейская машина. Она входит в состав полицейского патруля. В 5 сезоне была списана со счетов.
- Бэдж (кор. 배형사, Detective Bae (Bae Hyeongsa); кит. 徽章, Huīzhāng; англ. Badge; озвучен Ум Сан Хёном в корейской версии и Арменом Тейлором в английской версии) — полицейский конвертоплан, входящий в состав полицейского патруля. В отличие от Пола, он не преображается. Также является членом большой команды Супер Крыльев. В 6 сезоне был списан со счетов.
- Аром (кор. 아롬, Loma Jaemae; кит. 羅馬姐妹, Luómǎ jiěmèi; англ. Arome) — истребитель, входящий в команду Джерома, а также его сестра. В отличие от Джерома, Аром и Джерри не трансформировались. В 4 сезоне она была списана со счетов.
- Джерри (кор. 재리, Jag-eun Gwonchong; кит. 傑瑞, Jié ruì; англ. Jerry) — истребитель, входящий в команду Джерома, а также его брат. В отличие от Джерома, Аром и Джерри не трансформировались. В 4 сезоне он был списан со счетов.
- Кристалл (кор. 보라, Vola (Bola); кит. 雪儿, Cher (Xuě er); англ. Crystal) — фиолетовый самолёт, не принадлежащий к команде. Она помогает людям в метели и ледяные бури. В 5—6 сезонах она снялась в качестве камео, а в 9 сезоне она вернулась и воссоединилась с членами Супер Крыльев.
- Баки (кор. 버키, Beoki; кит. 巴奇, Bā qí; англ. Bucky) — оранжево-жёлтый самолёт, похожий на шмеля, способен уменьшаться. Является экспертом Супер Крыльев по насекомым. Он занимается проблемами, которые требуют уменьшиться. В 6 сезоне был списан со счетов.
- Санни (кор. 써니, Sseoni; кит. 佩佩, Pèi pèi; англ. Sunny) — оранжево-белый самолёт. Она любит петь и танцевать, и у неё есть маленький компаньон Супер Питомец по имени Мини Санни/Санни Питомец (англ. Mini Sunny/Sunny Pet). В 6 сезоне она была списана со счетов, а в 9 сезоне она вернулась и воссоединилась с членами Супер Крыльев.
- Лео (кор. 레오; кит. 雷克, Lake (Léi kè); англ. Leo) — синий летающий автомобиль. Как и Флип во втором сезоне, он присоединился к Супер Крыльям, когда Джимбо предложил ему возможность присоединиться. У него есть Супер Питомец по имени Мини Лео/Лео Пет (англ. Mini Leo/Leo Pet). В 6 сезоне он был списан со счетов.
- Супер Питомцы (кор. 슈퍼펫, Syupeo Pes; кит. 超级宠物, Chāojí chongwù; англ. The Super Pets, также известные как Super Mini) — семеро новых компаньонов Супер Крыльев. Они могут превращаться в различные объекты, такие как перчатка, спасательная подушка, щит, крушитель, головерат или динамик. Их зовут Джетт Пет, Диззи Пет, Донни Пет, Пол Пет, Астра Пет, Шайн Пет, Тино Пет, Элли Пет, Джером Пет и Голден Пет. Два питомца, которые появились только в 5 сезоне: Лео Пет и Санни Пет, а три питомца, которые появлялись только в 5 сезоне: Донни Пет, Пол Пет и Астра Пет.
- Лайм (кор. 라임, Laim; кит. 糯糯, Nuò nuò; англ. Lime) — светло-голубой самолёт с поварским колпаком и портативной кухней. Является новой поварихой в команде «Стражи мира» (англ. World Guardians). В 7 сезоне была списана со счетов, а в 9 сезоне она вернулась и воссоединилась с членами Супер Крыльев.
- Тони (кор. 토니, Toni; кит. 咚咚, Dōng dōng; англ. Tony) — синий поезд Супер Крыльев с оранжевыми полосами. Является первым членом Супер Крыльев, который стал поездом. Также может трансформироваться. В 7 сезоне он был списан со счетов, а в 9 сезоне вернулся и воссоединился с членами Супер Крыльев.
- Тино (кор. 티노, Tino; кит. 大壮, Dà zhuàng; англ. Tino) — сине-зелёный Супер Питомец, который может превращаться в самолёт и динозавра, а также менять размер и становиться гигантом. В 7 сезоне он получает нового Супер Питомца, представленного в специальном эпизоде из двух частей «Динозавр из Дании» (англ. Denmark Dinosaur).
- Элли (кор. 알리; кит. 巧巧, Lulu McGrinder; англ. Ellie) — розовый каскадёрский самолет, внучка Гранд Альберта и исследователь Супер Крыльев. Как и её дедушка, она любит приключения и исследование новых локаций. У неё есть чемодан предметов и телевик в виде смартфона, а также Супер Питомец по имени Мини Элли/Элли Пет (англ. Mini Ellie/Ellie Pet). В 8 сезоне она была списана со счетов, а в 9 сезоне она вернулась и воссоединилась с членами Супер Крыльев.
- Шайн (кор. 샤인; кит. 小亮; англ. Shine) — светло-голубой самолёт, занимающийся переработкой и уборкой мусора, если возникает такая проблема в миссиях. У него есть Супер Питомец по имени Мини Шайн/Шайт Пет (англ. Mini Shine/Shine Pet). В 9 сезоне он вернулся и воссоединился с членами Супер Крыльев.
- Марк (кор. ?; кит. 大保; англ. Mark) — мусоровоз, имеющий те же цвета, что и Шайн.
- Моза (кор. 모자; кит. 莫扎; англ. Moza) — мозазавр, являющийся частью Дино Крыльев (англ. Dino Wings) вместе с Тино и Салли (в 8 сезоне). Он появляется в фильме «Взрыв из прошлого» (англ. Blast from the Past), где помогает спасти положение, установив гигантский камень на вершине вулкана.
- Марти (кор. 마티; кит. 大力，Dàlì; англ. Marty) — специальный буксировщик, сделанный из сверхпрочной стали. Он может поднять всё, что угодно, и использует свою мощную силу, чтобы помочь всем. В 8 и 9 сезонах он заменил Донни.
- Таки (кор. 티키; кит. 塔塔,Tǎ tǎ; англ. Taki) и Тики (кор. 타키; кит. 琪琪，Qí qí; англ. Tiki) — пара акробатических самолётов-близнецов. Хотя между ними всегда бывают детские споры, при объединении они превращаются в большой катамаран с незаурядными акробатическими способностями. Их восприятие и физические способности такие же, как у нормальных людей. Таки и его сестра Тики заменили Джерома в 8 сезоне.
- Трэвер (кор. 트레버; кит. 酷威; англ. Traver) — самолёт серебристого цвета с запасом времени. Он может отмотать время назад, вернуться в прошлое или остановить его. В 8 сезоне Трэвер заменил Астру.
- Салли (кор. 샐리; кит. 小翼; англ. Sally) — фиолетовый Супер Питомец, похожий на птеродактиля, равно как и Тино. Она может создать огромную волну ветра.
- Люси (кор. 루시; кит. 露探长, Penelope Martin, англ. Lucie) — синяя полицейская машина со способностью летать, обладающая щитом, который может быть большим. В 8 сезоне она заменила Пола.

### Антагонисты
- Супер Дроны (кор. 슈퍼 드론, syupeo deulon; кит. 超级无人机, Chāojí wú rén jī; англ. Super Drones) — автоматы, созданные Нео, являются одноразовыми символами. Они появляются только в эпизоде 3 сезона «Отправьте дронов» (англ. Send in the Drones). Всегда замышляют что-то плохое.
- Золотой Мальчик (кор. 골든 보이, Goldeun Boi; кит. 金小子, Jīn xiǎozi; англ. Golden Boy) — золотисто-жёлтый самолёт, главный антагонист мультсериала «Супер Крылья: Джетт и его друзья». Он всегда подшучивает над Джеттом и его друзьями. У Золотого Мальчика появился новый напарник по имени Золотые Колёса, который появился только в 6 сезоне. В 7 сезоне за Золотым Мальчиком следует его Супер Питомец по имени Мини Золотой Мальчик/Золотой Пет (англ. Mini Golden Boy/Golden Pet), а в 8 сезоне у него даже есть двоюродная сестра по имени Золотая Девочка (англ. Golden Girl).
- Мамбо (кор. 맘보; кит. 曼包; англ. Mambo) — синий вездеход с оранжево-красным пламенем, впервые появился в эпизоде 5 сезона «Хаос на Женевском автошоу» (англ. Geneva Car Show Chaos), а затем — в эпизоде «Великий рывок в пустыне» (англ. The Great Desert Dash), где объединяется с Золотым Мальчиком.
- Золотые Колёса (кор. 골든 트럭: hwang-geum bakwi; кит. 金小卡; англ. Golden Wheels) — золотисто-жёлтый грузовик и второй антагонист только в 6 сезоне. Является новым напарником Золотого Мальчика, и они оба сделали больше трюков в миссиях Джетта. В отличие от самолёта, Золотые Колёса не трансформировался. В 7 сезоне он был списан со счетов.
- Золотая Девочка (кор. 골든걸: goldeungeol; кит. 金小薇; англ. Golden Girl) — двоюродная сестра Золотого Мальчика. Цвет — розово-золотистый (предположительно). Она больше удивляется и взволнована всему, что видит. У неё есть звёздная палочка, которая может менять цвет, выращивать большие вещи или создавать иллюзии.
- Билли Вилли (кор. 빌리윌리, Billi Willi; кит. 比利威利, Bǐ lì wēi lì; англ. Billy Willy) — первый злодей, который является человеком и главным антагонистом фильма «Супер Крылья. Фильм». Он желает отомстить влиятельным лицам и переходит дорогу Джетту и другим Супер Крыльям.

### Случайные персонажи
- Рэй (кор. 콩지, lei; кит.  伟尔, Wéi ěr; англ. Ray) — буксировщик багажа, близнец Роя. Появляется во вступительном сегменте эпизодов «Фиеста! Фиеста!» (англ. Fiesta! Fiesta!) (1 сезон) и «Неприятности с двойниками» (англ. Doubles Trouble) (2 сезон), однако он не живёт в Мировом аэропорту.
- Фред (кор. 세찬, Peuledeu; кит. 弗雷德, Fú léi dé; англ. Fred) — оранжево-белый самолёт. Появляется во вступительном сегменте эпизодов «Парад пингвинов» (англ. Penguin Parade) (1 сезон) и «Московское метро» (англ. Moscow Metro) (3 сезон). В отличие от Супер Крыльев, Фред не превращается в робота. Он отсутствовал во 2 сезоне и был списан со счетов в 4 сезоне.
- Тандер (кор. 썬더, Uloe; кит. 雷, Léi; англ. Thunder) и его товарищи по команде Терно (англ. Therno) и Страто (англ. Strato) — команда каскадёров. Появляются в эпизоде 3 сезона «Abu Dhabi Thunder», где они сталкиваются с командой Джерома.
- Нараэ (кор. 나래, Nalae; кит. 奈莱, Nài lái; англ. Narae) — бело-голубой самолёт. Она является  талисманом Национального музея авиации Южной Кореи (англ. South Korea National Aviation Museum) и появляется в эпизоде 5 сезона «Приключение в музее аэропорта» (англ. Airport Museum Adventure), чтобы помочь Супер Крыльям. Также может трансформироваться. В 6 сезоне она была списана со счетов.
- Винди (кор. 은하, Eunha; кит. 小云, Xiǎo Yún; англ. Windy) — человеческая девочка, младшая сестра Шторма. Она появилась в эпизоде 5 сезона «Super Pet Sweep Up Surprise». Её миссия Супер Крыльев заключалась в том, чтобы удержать Супер Питомцев, однако она чуть не провалилась из-за одного из планов Золотого Мальчика. Она отсутствовала в 6 и 7 сезонах, но вернулась в 8 сезоне.
- Сюань И (кор. 쑤언 이, Ssueon I; кит. 宣仪, Xuān yí; англ. Xuan Yi) — автомобиль цвета охры, который может превращаться в робота. Появляется в фильме «Super Wings x Nissan Mini-Movie», где помогает Джетт, и в эпизоде «Guangzhou Lightshow» 4 сезона.
- Пей (кор. 다인, Dain; кит. 飞飞, Fei Fei; англ. Pei) — человеческая девушка, которая помогает Джетту в фильме «Супер Крылья. Фильм». В основном, она носит жёлтую одежду. Также она является жертвой Билли Вилли из-за того, что её мать была захвачена им.

### Команды
В 3 сезоне Джетт получил помощь от команды Супер Крыльев. Всякий раз, когда выбиралась команда Супер Крыльев, у Джетта символ крыльев менялся на символ помогающей команды, и он получал новый шлем и снаряжение, связанное с командой (за исключением команды Джерома и Большой команды).
- Спасатели (англ. Rescue Riders) состоят из Диззи, Зои и Спарки. Специализируясь на спасательных операциях, они часто помогают Джетту в медицинских ситуациях, пожарах и поисково-спасательных работах. Когда Джетт работает со спасателями, то получает защитный шлем и рюкзак, наполненный принадлежностями для оказания первой помощи и аварийными аптечками. В 5 сезоне Зои была списана со счетов.
- В состав Build-It Buddies входят Донни, Совок и Реми. Специализируясь на строительных и ремонтных работах, они часто помогают Джетту в ситуациях, когда им нужно что-то построить. Когда Джетт работает с Build-It Buddies, то получает каску и рюкзак, наполненный большим ассортиментом инструментов. Совок был списан со счетов в 5 сезоне, Реми — в 6 сезоне (хотя она вернулась в 8 сезоне), а Донни — в 8 сезоне.
- Galaxy Wings состоит из Астры, Астро и Ровера. Специализируясь на проблемах, связанных с космосом и технологиями, они часто помогают Джетту в ситуациях, связанных с космическими путешествиями и передовыми технологиями. Когда Джетт работает с Крыльями Галактики, то получает космический шлем и реактивный ранец со специализированным оборудованием. Астро был списан со счетов в 6 сезоне, а Астра — в 8 сезоне.
- Wild Team состоит из Миры, Свомпи и Вилли. Специализируясь на миссиях на воде и дикой природе, они часто помогают Джетту в ситуациях, связанных с подводными путешествиями или походами по болотам. Когда Джетт работает с Дикой командой, то получает набор водолазных масок и пару турбовинтовых винтов на крыльях. Миру и Свомпи списали со счетов в 5 сезоне. Вилли появился один раз в 6 сезоне и был списан в 7 сезоне, вся команда вернулась в эпизоде 8 сезона Electric Heroes. Также Мира появилась в фильме «Супер Крылья: Культурный Китай».
- Полицейский патруль (англ. Police Patrol) состоит из Пола, Ким и Бэджа. Специализируясь на детективных работах и контроле толпы, они часто помогают Джетту в ситуациях, связанных с массовыми скоплениями людей и потерянными предметами. Когда Джетт работает с полицейским патрулём, то получает защитный шлем и рюкзак, наполненный различным снаряжением. Ким была списана со счетов в 5 сезоне, Бэдж — в 6 сезоне, а Пол — в 8 сезоне.
- Большая команда (англ. Big Team) состоит из Спарки, Реми, Ровера, Вилли и Бэджа. Специализируясь на многих миссиях и многих проблемах, они помогают Джетту в ситуациях, связанных с застрявшими людьми. Реми и Бэдж были списаны со счетов в 6 сезоне. Вилли отсутствовал в 5 сезоне, но вернулся в 6 сезоне и был списан в 7 сезоне. Реми и Вилли вернулись в 8 сезоне.
- Команда Джерома (англ. Team Jerome) состоит из Джерома, Джерри и Арома. В отличие от других команд Супер Крыльев, команда Джерома является специализированной каскадёрской командой, которую часто можно увидеть на авиашоу. Джерри и Аром были списаны со счетов в 4 сезоне, Джером появился один раз в 7 сезоне и был списан со счетов в 8 сезоне.

## Спин-оффы

### Супер Крылья. Фильм
«Супер Крылья. Фильм» (англ. Super Wings the Movie: Maximum Speed) — фильм, анонсированный в 2021 году на сайте Alphagroupanimation с тизером. Официально был выпущен 8 июля 2023 года в Китае, 20 июля того же года в Южной Корее, 9 февраля 2024 года в Турции, 15 февраля того же года в России, 3 мая того же года в Ирландии и Великобритании и 27 июня того же года в Южной Корее на канале Netflix. В фильме Джетт сталкивается с новым злодеем по имени Билли Вилли (англ. Billy Willy), который хочет создать «битву игрушек» (англ. toy battle) во всём мире и избавиться от влиятельных лиц в социальных сетях. Джетт получает помощь от девушки по имени Пей (англ. Pei), а также от главных персонажей сериала (Диззи, Донни, Пол, Джером, Мира, Уайли, Астра и Скай).

### Супер Крылья: Культурный Китай
«Супер Крылья: Культурный Китай» (кит. 超级飞侠文化中华; пиньинь Chāojí fēi xiá wénhuà zhōnghuá; англ. Super Wings: Cultural China) — первый спин-офф мультсериала «Супер Крылья: Джетт и его друзья». Он посвящён китайской культуре, и Джетт поставляет продукцию в Китай в каждом эпизоде этого спин-оффа, в отличие от основного сезона, где он поставляет продукцию в международные страны. Сериал дебютировал в 2023 году в Китае. Единственный вернувшийся персонаж — Мира, списанная со счетов 3 сезона назад и появляющаяся в начале и конце этого спин-оффа, а также в 22 эпизоде. Шторм и Джимбо были списаны со счетов в этом спин-оффе перед 8 сезоном. Спин-офф был показан в виде 7-минутных эпизодов с 2 частями. Всего было показано 24 эпизода.

### Супер Крылья: Рост броневой гвардии Линнань
«Супер Крылья: Рост броневой гвардии Линнань» (кит. 超级飞侠特別篇之岭南铠甲卫士成长记; пиньинь Chāojí fēi xiá Tèbié piān zhī lǐngnán kǎijiǎ wèishì chéngzhǎng jì; англ. Super Wings: Special Episode «The Growth of Lingnan Armor Guard») — фильм, дебютировавший 23 августа 2024 года в Китае. Единственный возвращающийся персонаж — Баки из 4—5 сезонов, который был списан 3 сезона назад.

## Производство и разработка
«Супер Крылья» возникли в 2010 году из Little Airplane Wissie (кор. 꼬마비행기 위시), действие которого проходило в Ciel City. Главного героя этого сериала, Джетта, изначально звали Висси (англ. Wissie). В отличие от текущей концепции, Висси и его друзья не могут превращаться в роботов.
Мультсериал был анонсирован в сентябре 2013 года, и в том же году он дебютировал на лицензионном рынке на фестивале MIPJunior в Каннах, Франция.

## Релиз

### Распространение
Компания Alpha Animation and Culture владела правами на распространение сериала в Материковом Китае и остальной части Азии, а также на Ближнем Востоке. Сериал распространялся по всему миру компанией CJ E&M.

### Трансляция
В Южной Корее премьера «Супер Крыльев» состоялась 1 сентября 2014 года на канале EBS1. Первоначальные показы на EBS включали сегмент, в котором отмечались дни рождения некоторых детей во время финальных титров. С тех пор сериал повторялся на некоторых детских каналах на многоканальных платформах страны: Tooniverse, принадлежащий CJ E&M, был одним из таких каналов. Премьера 2 сезона состоялась 1 марта 2017 года на канале EBS1.
В Китае сериал был синдицирован, распространялся компанией Alpha на телевизионных станциях. В Японии сериал транслировался на канале BS11. Тем не менее, сериал впервые вышел в эфир только во 2 и 3 сезонах. В США премьера «Супер Крыльев» также состоялась 14 марта 2015 года на канале Sprout (ныне Universal Kids), а также на каналах Netflix и Cartoonito. В Канаде премьера «Супер Крыльев» состоялась 3 марта 2015 года на каналах Treehouse TV (принадлежащем Corus) и Family Jr., в то время как во Франции сериал транслировался на каналах Ici Radio-Canada Télé's children's block и Télé-Québec. В Великобритании и Ирландии премьера мультсериала состоялась 6 февраля 2017 года на каналах Cartoonito и Tiny Pop. Мультсериал «Супер Крылья» также транслировался в Австралии на канале ABC Kids, в Новой Зеландии на канале TVNZ и в обеих странах на канале Nick Jr.
В арабском мире сериал транслировался с 7 марта 2016 года на канале Spacetoon, а в Саудовской Аравии сериал начал транслироваться в 2018 году на канале Basma. В Сингапуре сериал дебютировал 14 октября 2017 года на канале Okto, в Гонконге — 25 апреля 2019 года на канале Now TV, а в Индонезии — на канале GTV (ранее Global TV). Тем не менее, третий сезон дебютировал 29 апреля 2019 года на канале RTV, а четвёртый — 5 августа 2020 года. В Израиле сериал транслировался на канале Hop! Channel.
В Германии мультсериал «Супер Крылья» транслировался на каналах Super RTL и KiKA, в России — на телеканале «Карусель», в Польше — на каналах TVP ABC и Polsat JimJam, в Украине — на канале «ПлюсПлюс», во Франции — на каналах TF1, Gulli и Piwi+, в Хорватии — на канале RTL Kockica, в Таиланде — на каналах Boomerang и Toonee, в Нидерландах — на телеканале RTL Telekids, в Финляндии — на канале YLE TV2, в ОАЭ — на канале e-Junior, в Испании — на канале Clan, в Анголе — на канале ZTV, а в Латинской Америке и Бразилии сериал вышел в эфир 13 апреля 2015 года на канале Discovery Kids.

## Товары и другие средства массовой информации
В Китае издательство Alpha Animation and Culture и бренд Auldey, который также управляет подразделением игрушек Alpha, владели мастер-международными лицензиями на игрушки. В США и Канаде игрушки продавались соответственно компаниями Auldey Toys и Imports Dragon. В Южной Корее лицензия на корейские игрушки принадлежала компании David Toy. В США, Канаде и Франции студия Nelvana, принадлежащая компании Corus, владела правами на потребительские товары Super Wings.